# Gens Otacilia
La gens Otacilia, originalmente Octacilia, fue una familia de plebeyos de la Antigua Roma. La gens alcanzó importancia por primera vez durante la primera guerra púnica, pero después cayó en la oscuridad.  El primero de la familia en obtener el consulado fue Manio Otacilio Craso, en 263 a. C.

## Origen de la gens
El nomen Otacilius puede ser derivado del praenomen Octavius. Octacilius es la ortografía correcta, pero Otacilius es la forma más común en fuentes más tardías.  El primer miembro conocido de la familia era nativo de Maleventum, una antigua ciudad de Campania, la cual según Plinio el Viejo estuvo habitado por los hirpinos.

## Praenomina utilizados por la gens
Los primeros Otacilii favorecieron los praenomina Manius, Titus, y Gaius.  El primer Otacilius conocido llevó el praenomen Numerius, el cual pasó a través de su hija a los Fabii. En tiempo posterior, se ha encontrado Gnaeus y Lucius.

## Ramas y cognomina de la gens
Los únicos nombres de familia de los Otacilii son Crassus y Naso. Crassus fue un apellido común, que significa "sin brillo, espeso," o "sólido". Podría referirse a la apariencia, el comportamiento o al intelecto. Naso, se piensa que se refiere a una nariz prominente.